# 大蕤娘
大蕤娘（おおぬのいらつめ、? - 神亀元年7月13日（724年8月6日））は、飛鳥時代から奈良時代にかけての女性。蘇我赤兄の娘。石川夫人とも。

## 生涯
蘇我赤兄の娘として誕生。
夫の大海人皇子が天武天皇として即位した天武天皇2年（673年）2月に夫人となる。穂積親王・紀皇女・田形皇女を生んだ。天武天皇15年（686年）4月27日には託基皇女と共に伊勢神宮に遣わされる（5月9日の説も有る）。大宝4年（704年）1月には封百戸を加増、その後正三位となった（具体的な年月日は不明）。
神亀元年（724年）に薨去。生年は不明であるが、子女たちが天武朝初期に生まれたことなどから、70歳前後と推定される。正二位を贈られた。
事績には不明な点が多いが、数多くいた天武天皇の妻たちの中で最も没年の遅い人物である。

## 系譜
- 父：蘇我赤兄
- 伯父：蘇我倉山田石川麻呂
- 姉妹：常陸娘（天智天皇妃）
- 夫：天武天皇
- 子女：穂積親王・紀皇女・田形皇女
- 孫：境部王・上道王・笠縫女王